# ホルチン左翼後旗
ホルチン左翼後旗（ホルチンさよくこうき、中：科爾沁左後旗、モンゴル語：ᠬᠣᠷᠴᠢᠨ
ᠵᠡᠭᠦᠨ
ᠭᠠᠷᠤᠨ
ᠬᠣᠶᠢᠲᠤ
ᠬᠣᠰᠢᠭᠤ　Qorčin jegün ɣarun qoyitu qosiɣu）は、中華人民共和国内モンゴル自治区通遼市に位置する旗。

## 行政区画
10バルガス（鎮）、5ソム（蘇木）を管轄
- バルガス（鎮）
  - ガンジグ・バルガス（甘旗卡鎮）
  - ジャルガラン・バルガス（吉爾嘎朗鎮）
  - 金宝屯鎮
  - 常勝鎮
  - チャルス・バルガス（査日蘇鎮）
  - 双勝鎮
  - オーラ・バルガス（阿古拉鎮）
  - チョロート・バルガス（朝魯吐鎮）
  - ノゴスタエ・バルガス（努古斯台鎮）
  - ハリュート・バルガス（海魯吐鎮）
- ソム（蘇木）
  - アドーチン・ソム（阿都沁蘇木）
  - モドト・ソム（茂道吐蘇木）
  - バガタラ・ソム（巴嘎塔拉蘇木）
  - ソンドー・ソム（散都蘇木）
  - バインモド・ソム（巴彦毛都蘇木）